# Refugi de Coma Obaga
Il refugi de Coma Obaga è un rifugio alpino che si trova nella parrocchia di Ordino, nel Principato di Andorra, a 2.015 m d'altezza.

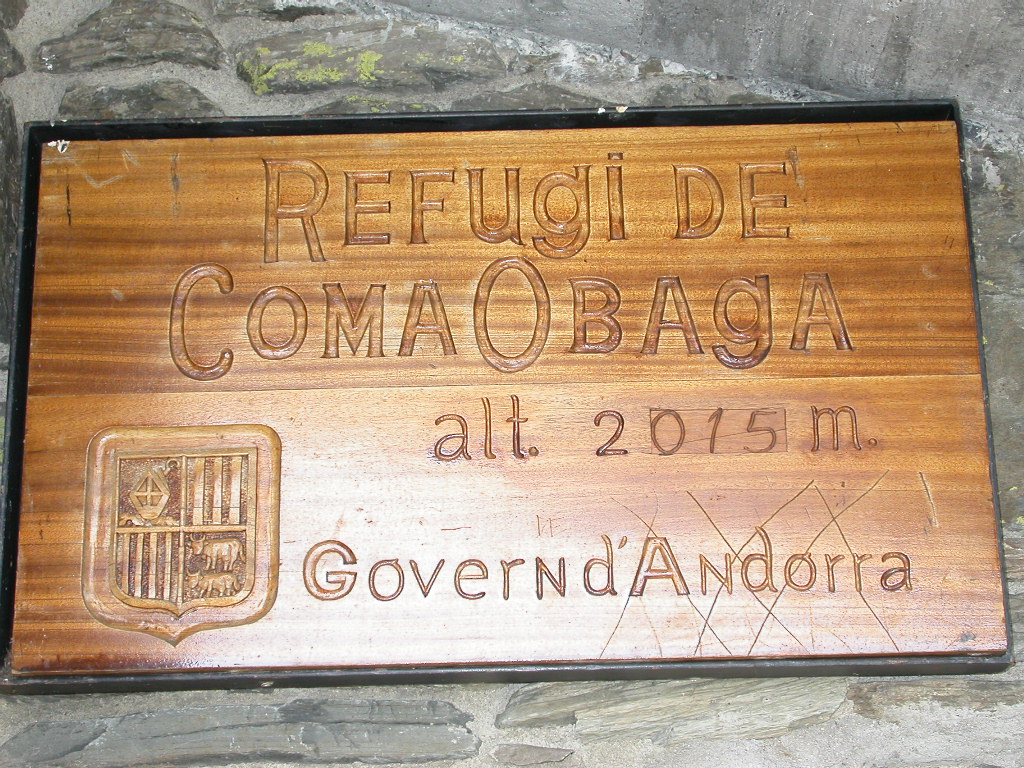
Placca all'esterno del rifugio.